# Алвињано
Алвињано (итал. Alvignano) је насеље у Италији у округу Казерта, региону Кампанија.
Према процени из 2011. у насељу је живело 3067 становника. Насеље се налази на надморској висини од 133 м.

## Становништво
Према резултатима пописа становништва 2011. у општини је живело 4.914 становника.
| 1931. | 1936. | 1951. | 1961. | 1971. | 1981. | 1991. | 2001. | 2011. |
| ----- | ----- | ----- | ----- | ----- | ----- | ----- | ----- | ----- |
| 3.919 | 4.273 | 4.850 | 5.002 | 4.573 | 5.038 | 5.063 | 4.950 | 4.914 |